# Raymond Scott
Raymond Scott (Brooklyn, 1908. szeptember 10. – North Hills, 1994. február 8.) amerikai zongorista, zeneszerző, zenekarvezető,  hanglemezproducer, hangmérnök.

## Pályakép
Raymond Scott Brooklynban (New York) született emigráns orosz zsidó szülők gyermekeként. Apjának (Joseph Warnow) zeneboltja volt. Ötéves korától lenyűgözte az üzletben található pianola (gépzongora): kezét a billentyűk fölé helyezve megtanult lépést tartani annak mechanikus, ritmikus játékával. A gépzongora volt első zenetanára.
Általában is szeretett játszani az üzletben lévő audioberendezésekkel. Tizenkétéves korára a bátyjával összerakta első hangstúdióját. A mikrofonokat harmadik emeleti ablakukban lóbálta, hogy felvegye a járókelők véletlenszerű beszélgetéseit, máskor szomszédjuk dilettáns zongorázását.
Raymond Scott bátyja a CBS egyik fontos zenekarvezetője volt. Felismerve öccse zenei tehetségét fedezte a New York-i Institute of Musical Art-ban tanulása költségeit (jelenleg Juilliard School).
Scott 1931-ben kapottdiplomát. Mark Warnow elhelyezte öccsét is a CBS-nél zongoristának.
1936-ban Scott létrehozta a Raymond Scott Quintettet, amely egyik napról a másikra sikeres lett a swing-zenét tempóváltásokkal és furcsa, szinkronizált ritmusokkal újítva meg. Később zenei ötleteik rajzfilmekben is szerepeltek. Scottról sokan úgy hitték, hogy az az ember, aki rajzfilmeket készít.
A Raymond Scott Big Band 1942-ben az első vegyes nemzetiségű rádiózenekar volt olyan fellépőkkel, mint Ben Webster, Cozy Cole és Charlie Shavers. Improvizációval gazdagított dzsesszt is játszottak.
Scott első szerelme még zenei sikerei ellenére is a mérnöki munka volt, különösen a hangtechnika. Scott hangstúdiója a hangrögzítés és -manipuláció minden trükkjét ismerte. Ugyanolyan természetes volt a hangmérnöki munka számára, mint zongorázni.

## Albumok
- Raymond Scott – Raymond Scott (1947)
- Raymond Scott and His Orchestra Play (1953)
- A Yank in Europe – Ted Heath and his Music play Raymond Scott compositions (1956)
- This Time With Strings (1957)
- Rock 'n Roll Symphony (1958)
- Manhattan Research, Inc. (1959)
- The Secret 7: The Unexpected (1960)
- Soothing Sounds for Baby volumes 1-3 (1963)
- The Raymond Scott Project: Vol. 1: Powerhouse (1991)
- The Music of Raymond Scott: Reckless Nights and Turkish Twilights (1992)
- Manhattan Research, Inc. (2000)
- Microphone Music (2002)
- Ectoplasm (Basta Music, 2008)
- Suite for Violin and Piano (2012)
- Raymond Scott Songbook (2013)
- Raymond Scott Rewired (2014)
- Three Willow Park: Electronic Music from Inner Space (2017)
- The Jingle Workshop: Midcentury Musical Miniatures 1951-1965 (2019)

## Filmek
- Raymond Scott az IMDb-n